# 아데헤

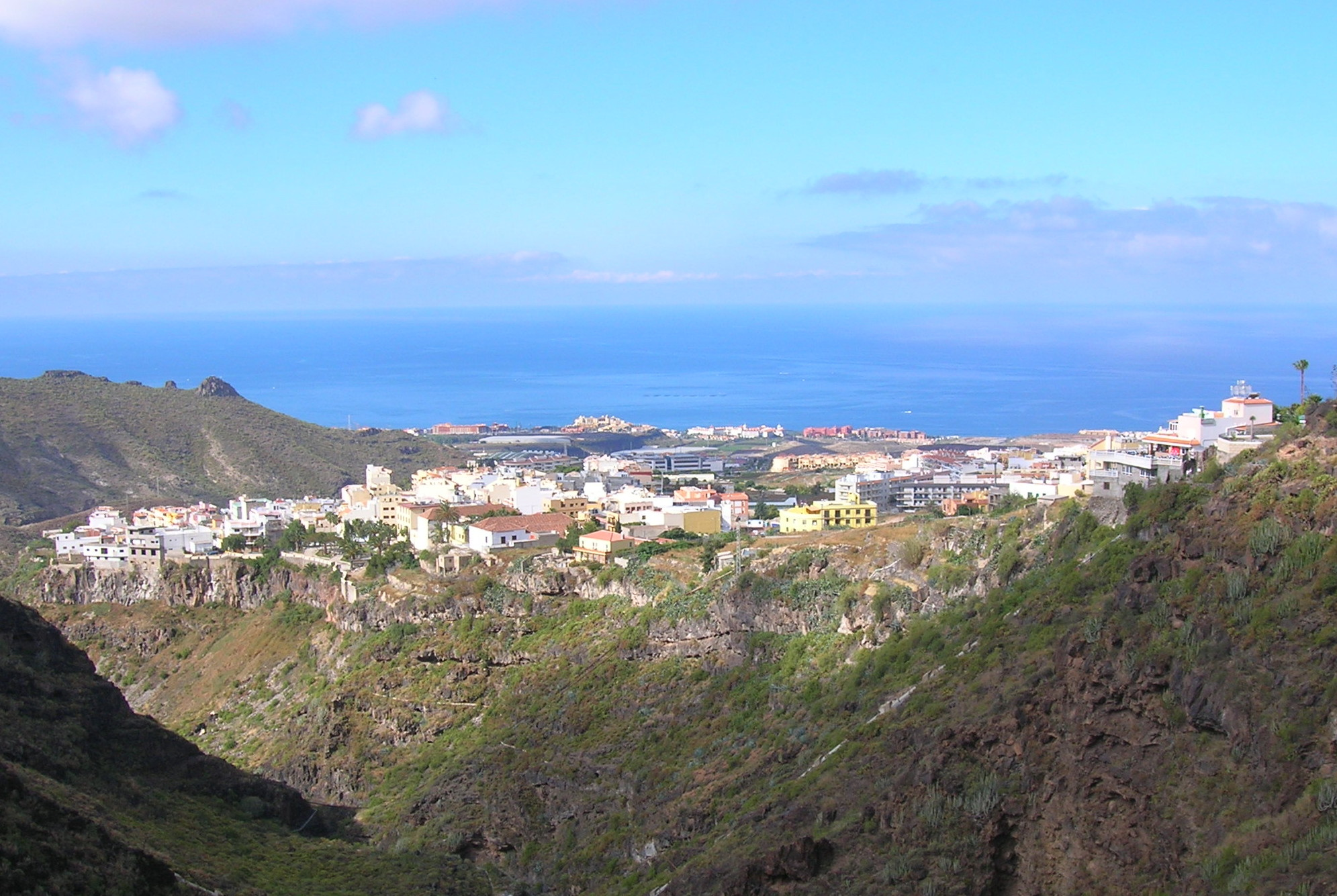
아데헤

아데헤(스페인어: Adeje)는 스페인 카나리아 제도 남서부 산타크루스데테네리페 주에 위치한 도시로 면적은 105.95km2, 높이는 280m, 인구는 43,204명(2009년 기준), 인구 밀도는 410명/km2이다. 대서양 연안에서 4km, 테네리페 수르 공항에서 북서쪽으로 17km, 산타크루스데테네리페에서 남서쪽으로 60km 정도 떨어진 곳에 위치한다.

시 문장